# Ville métropolitaine de Sassari
La ville métropolitaine de Sassari est une ville métropolitaine italienne de Sardaigne, avec pour capitale Sassari. Le territoire de l'ancienne province de Sassari est divisé entre la nouvelle province de Sardaigne Nord-Est et la nouvelle ville métropolitaine créée le 12 avril 2021,. Elle est devenue pleinement opérative le 1er avril 2025.

## Communes
Initialement, les municipalités suivantes ont été attribuées à l'organisation : Alghero, Anela, Ardara, Banari, Benetutti, Bessude, Bonnanaro, Bono, Bonorva, Borutta, Bottidda, Bultei, Bulzi, Burgos, Cargeghe, Castelsardo, Cheremule, Chiaramonti, Codrongianos, Cossoine, Erula, Esporlatu, Florinas, Giave, Illorai, Ittireddu, Ittiri, Laerru, Mara, Martis, Monteleone Rocca Doria, Mores, Muros, Nughedu San Nicolò, Nule, Nulvi, Olmedo, Osilo, Ossi, Ozieri, Padria, Pattada, Perfugas, Ploaghe, Porto Torres, Pozzomaggiore, Putifigari, Romana, Santa Maria Coghinas, Sassari, Sedini, Semestene, Sennori, Siligo, Sorso, Stintino, Tergu, Thiesi, Tissi, Torralba, Tula, Uri, Usini, Valledoria, Viddalba et Villanova Monteleone.